# Euphrasia stricta
Espèce
L’Euphraise raide (Euphrasia stricta) est une espèce de plantes herbacées de la famille des Scrofulariacées selon la classification classique de Cronquist (1981), mais de la famille des Orobanchacées selon les classifications phylogénétiques APG II, APG III et APG IV.

## Description
Hauteur de 10 à 40 cm. Fleurs blanches avec une tache jaune vif, zygomorphes ; floraison de juin à octobre.

## Habitats
Pelouses calcicoles, rocailles et chemins secs.

## Répartition
Europe, Asie médiane.